# Præsidentvalget i Chile 1836
Præsidentvalget i Chile 1836 resulterede at general José Joaquín Prieto blev genvalgt som præsident.
Prieto mødte meget lidt modstand fra oppositionen og blev derfor let genvalgt.

## Resultater
| Kandidat            | Stemmer | %      |
| José Joaquín Prieto | 143     | 91.08% |
| ------------------- | ------- | ------ |
| José Miguel Infante | 11      | 7.01%  |
| José Manuel Borgoño | 2       | 1.27%  |
| Diego Portales      | 1       | 0.64%  |
| Total               | 157     | 100%   |

Kilde:  (spansk)